# Pieter De Poortere
Pieter De Poortere  (Gent, 17 september 1976) is een Vlaams striptekenaar en cartoonist, vooral bekend om de reeks Boerke.
De Poortere begon zijn carrière in 2000 als freelance illustrator en publiceerde onder meer in Humo en later Focus Knack. 
In 2001 bedacht hij de gagstrip Boerke, waarmee hij onmiddellijk succes oogstte. Pieter de Poortere debuteerde in 2001 met het album Boerke, dat meteen de prijs voor het beste Nederlandstalige album van het jaar in de wacht sleepte. Sindsdien zijn er verschillende Boerke-albums verschenen, en is de serie verschenen in de Vlaamse en Franstalige pers. Sinds 2020 is een animatieserie over Dickie (Boerke) te zien op Adult Swim en op de Vlaamse openbare zender Canvas. Pieter de Poorteres cynische humor en onschuldige grafische stijl geven hem een duidelijke en herkenbare signatuur. In Frankrijk werd hij eerst gepubliceerd in het alternatieve stripblad Ferraille illustré, voordat hij werd gepubliceerd door Glénat. In het Brussels stripmuseum een hele ruimte aan zijn werk gewijd.
Op 11 juli 2011 werd in Parijs een stripmuur onthuld die door De Poortere zelf ontworpen is. 
In 2019 verscheen het album Super Mickey van zijn hand met Mickey Mouse in de hoofdrol.
In 2022 werd hij voorzitter van het Belgisch Stripcentrum in opvolging van Ferry Van Vosselen.